# 福沢あや
福沢 あや（ふくざわ あや、1987年6月22日 - ）は、日本のAV女優。
愛知県出身。血液型：O型 、身長：149cm 、スリーサイズ：B100・W58・H84 、Iカップ。現役の大学生であった。

## 略歴
2006年に福沢あやの名義で『新人ギリギリモザイク』（エスワン）で単体女優としてAVデビュー。
2007年からはキカタン（企画単体）女優として巨乳ものを中心に活躍。
2008年に一時期、南野みるくに改名するが1作品出演しただけで元の芸名に戻す。9月1日に自身のブログにて引退を発表。11月現在、ブログも削除されている。

## 作品

### アダルトビデオ

#### 福沢あや

##### 2006年
- 新人×ギリギリモザイク 新人ギリギリモザイク（10月7日、エスワン）※デビュー作
- 男子校に転入してきた爆乳女子校生 福沢あや（12月7日、タカラ映像）
- ハニーディップスホテル 08（12月8日、ゴーゴーズ）

##### 2007年
- ハメ撮り!中出し! めがねっ娘!（2月10日、グローリークエスト）
- 家庭教師の誘惑 先生がオトナの秘密を教えてあげる（2月21日、アテナ映像）
- 爆乳中出しFUCK 福沢あや（3月10日、隼エージェンシー）
- 乳犯（3月19日、ドグマ）
- 巨乳中出し240 13（4月12日、隼エージェンシー）
- フェラコレ2007春SP（4月12日、隼エージェンシー）
- 巨乳セールスレディ・レズ調教 インモラル・レズビアン2（4月19日、BRAVO）
- 強制中出し2 無理矢理中出しされた7人の女たち（4月19日、BRAVO）
- 禁断のルームシェア（4月27日、アウダースジャパン）
- DOKIレズ10（4月27日、アウダースジャパン）
- 淫らなお姉さんは好きですか 21（5月11日、クリスタル映像）
- こだわりの手コキ 4時間SP 4 40人のハンドメイド（5月12日、隼エージェンシー）
- 巨乳若妻中出し（5月19日、BRAVO）
- 巨乳LOVE VI 1445センチ!総勢16人の巨乳ギャル（6月16日、隼エージェンシー）
- オナニスト［第十七章］40人のズリマン女（6月16日、隼エージェンシー）
- 巨乳女子校生3（6月18日、メディアステーション）
- ハイスクール！巨乳組2（6月21日、V&Rプロダクツ）
- ヌーディストGALビーチ 2（7月15日、トップワン）
- キスマニア Vol.3（7月19日、BRAVO）
- 痴女原人（8月15日、ジェイモデル）
- やりすぎBBQ大会（8月15日、トップワン）
- フェラマニア Vol.3（8月19日、BRAVO）
- BOING.96 Hcup 福沢あや 02（9月5日、ドリームチケット）
- レイプ！面接に来た女優をその場で速攻レイプ!（9月6日、サディスティックヴィレッジ）
- チ●ポは自分でシゴきますから、それ以外の「接吻」とか「乳首責め」とか「亀頭チロチロ舐め」とかのお手伝いは、ぜ〜んぶお姉さんがシテ下さい。（10月15日、ワープエンタテインメント）
- 生中出し巨乳ギャル 2（10月26日、メディアステーション）

##### 2008年
- 女子校生レイプ VIII（2月9日、隼エージェンシー）
- 一晩で20人の女子校生と援交しました。（4月4日、アキノリ）
- フェラコレ2008春SP（4月12日、隼エージェンシー）
- 未雨女王様のミストレスレズ奴隷 2（4月15日、ジャネス）
- Big Boin Style II（5月10日、隼エージェンシー）
- こだわりの手コキ 4時間SP VIII 30人のハンドメイド（5月10日、隼エージェンシー）
- 官能小説朗読オナニ〜 2（5月19日、イエロー）
- 競泳水着ローションレズ（6月13日、TMA）
- 会員制高級ソープ 二輪車限定 むっちりギャル専門店（6月18日、GLAY'z）
- 巨乳痴嬢（7月1日、AVS）
- 巨乳中出し4時間! 2（7月19日、BRAVO）
- 全裸立ち電マ連続アクメ 4時間（8月8日、TMA）
- パイズリフェスティバル（10月1日、アイデアポケット）
- 痴女温泉旅館（11月15日、トップワン）

##### 2009年
- 巨乳痴悦族（1月13日、AVS）

#### 南野みるく
- ザーメン中出し凌辱女弁護士（2008年3月1日、ワンズファクトリー）
- 接吻や乳首を舐められながら手コキされた僕。 2（2008年3月1日、ワンズファクトリー）
- 拘束爆乳激モミ乳嬲り4時間（2009年4月1日、ワンズファクトリー）